# Psallierchor
Ein Psallierchor (auch: Psalierchor) ist ein Chorraum, der vom Hauptchor einer Klosterkirche abgetrennt ist und einer Klostergemeinschaft für das Psalmgebet dient.
Psallierchor leitet sich von Psallieren her, dem altertümlichen Begriff für „Psalmen singen“.